# Admete gracilior
Admete gracilior är en snäckart som först beskrevs av Carpenter 1869.  Admete gracilior ingår i släktet Admete och familjen Cancellariidae. Inga underarter finns listade i Catalogue of Life.